# Гіпопаратиреоїдизм
Гіпопаратиреоїдизм — патологічний стан, який розвивається при недостатності паратгормона, внаслідок зниження функції паращитоподібних залоз. Як наслідок, при цьому відбувається зниження рівня кальцію в крові, що призводить до виникнення окремих посмикувань (судомних скорочень поперечно-смугастої мускулатури) або тетанії (спазму м'язів).

## Етіологія
Гіпопаратиреоїдизм може бути вродженим, набутим як ускладнення при хірургічних втручаннях на щитоподібній або паращитоподібній залозах, або виникати внаслідок автоімунних розладів.

## Патогенез
Паращитоподібна залоза, яка розташована на задній поверхні щитоподібної залози в більшості випадків у кількості 4 штук, відповідає за регуляцію обміну кальцію та фосфору в організмі людини. Основна структурно-функціональна одиниця паращитоподібної залози — це головний паратироцит, який має здатність реагувати на зміни рівня кальція в організмі завдяки наявності відповідних рецепторів. Таким чином, при зниженні рівня кальцію, паращитоподібна залоза секретує паратгормон, який стимулює остеокласти до вивільнення кальцію з кісткової тканини, після чого дія паратгормону активізує реабсорбцію кальцію та магнію в дистальних канальцях нирки, куди потім потрапляють молекули кальцію. Додатково до цих процесів, паратгормон стимулює абсорбцію кальцію в кишці. Отже, при випадінні функції паращитоподібної залози, ці процеси порушуються, і рівень кальцію в крові значно знижується.

## Клінічні прояви
Захворювання характеризується симптомокомплексом, який включає судомні скорочення скелетних і гладких м'язів внаслідок недостатності паратгормону з розвитком гіпокальціємії і підвищенням нервової та м'язової збудливості.
Розрізняють тетанію, напади, еквівалентні тетанії, і латентну тетанію.
Напад тетанії виникає спонтанно або провокується механічним, акустичним або гіпервентиляційним подразником. Починається раптово або з провісників (загальна слабкість, м'язові болі, парестезії в області обличчя, кінцівок). Згодом приєднуються фібрилярні посмикування окремих м'язів, які переходять у тонічні або клонічні судоми. Судоми м'язів верхніх кінцівок проявляються переваженням дії м'язів, які здійснюють згинання, і кінцівка приймає позицію «рука акушера». Судоми м'язів нижніх кінцівок супроводжуються переваженням дії м'язів, які здійснюють розгинання кінцівок і підошовне згинання — «кінська стопа». Судоми м'язів лицьової мускулатури супроводжуються тризмом, судомами повік, сардонічною посмішкою або «риб'ячим ротом». М'язові судоми дуже болючі.
Порушуються функції вегетативної нервової системи. Під час нападу тетанії спостерігається підвищене потовиділення, бронхоспазм, ниркова і печінкова коліка внаслідок спазму гладкої мускулатури ниркових балій, сечоводів і сфінктера Одді. Іноді спостерігається ларингоспазм. При залученні в судомні процеси м'язів судин, спостерігаються напади мігрені або синдрому Рейно. Трапляються напади, що протікають під маскою епілепсії.

## Лікування
Гіпопаратиреїдизм — це небезпечний для життя патологічний стан, при якому може розвинутись гостра гіпокальціємія, що може призвести до зупинки серця. Для запобігання цьому, внутрішньовенно вводиться розчин глюконату кальцію. При тривалому лікування призначається вітамін D та таблетовані лікарські засоби, які містять кальцій.